# فرانکی کمبل
فرانکی کمبل (انگلیسی: Frankie Campbell؛ ‏تلفظ نام‌خانوادگی: ‎/ˈkæmbəl/‎؛ ‏متولد ۱۹۰۴ - درگذشته ۲۵ اوت ۱۹۳۰) بوکسور ایتالیایی-آمریکایی بوکسور حرفه ای سنگین‌وزن بود. او در طول ۴۰ مبارزه خود ۳۳ برد، ۴ باخت، ۲ تساوی و ۱ بدون نتیجه داشت. کمبل توسط قهرمان آینده سنگین‌وزن ماکس بیر در ۲۵ اوت ۱۹۳۰ در سان فرانسیسکو، کالیفرنیا بر روی رینگ و در جریان مسابقه رینگ کشته شد.
کمپبل برادر بازیکن سابق لیگ برتر بیس بال دلف د کاملی بود.